# Louise Goffin
Louise Goffin, född 23 mars 1960, är en amerikansk singer-songwriter och producent av 2011 års album A Holiday Carole. Goffin signerades av skivchefen Lenny Waronker till DreamWorks 1999 och släppte Sometimes a Circle 2002. Hon fortsatte med att släppa fem album, en EP och flera singlar oberoende genom hennes eget skivbolag Majority of One Records, som lanserades i maj 2008. Hon lär ut låtskrivande till tonårsflickor från missgynnade bakgrunder i samarbete med välgörenhetsorganisationen WriteGirl.
Goffins föräldrar är låtskrivarna Carole King och Gerry Goffin. Vid 14 års ålder gav hon och hennes syster Sherry sång till låten "Nightingale", på hennes mamma Carole Kings album Wrap Around Joy, som släpptes 1974. Hon sjöng även bakgrundssång på Carole Kings släpp 1975 Verkligen Rosie och hennes 1977 release Simple Things. På Los Angeles University High Schools Interdisciplinary Program School (1975) använde hon namnet Lakshme. Hennes klasskamrater inkluderade Keith "Lucky" Leher, och Marla och Michelle, döttrar till Joy Miller, ett av offren för morden i Underlandet.